# OMX Stockholm 30
| OMX Stockholm 30 | OMX Stockholm 30 |
| Stammdaten       | Stammdaten       |
| ---------------- | ---------------- |
| Staat            | Schweden         |
| Börse            | OMX              |
| ISIN             | SE0000337842     |
| WKN              | 969817           |
| Symbol           | OMXS30           |
| RIC              | ^OMXS30          |
| Bloomberg-Code   | OMX <INDEX>      |
| Kategorie        | Aktienindex      |
| Typ              | Kursindex        |
| Familie          | OMX-Indizes      |

Der OMX Stockholm 30 (OMXS30) ist ein schwedischer Aktienindex und setzt sich aus den 30 meist gehandelten Aktien an der Stockholmer Börse OMX zusammen.

## Berechnung
Der OMX Stockholm 30 ist ein Kursindex, in dem die 30 größten und liquidesten Titel an der Stockholmer Börse OMX gelistet sind. Diese machen 65 Prozent des Handelsvolumens und 45 Prozent der Marktkapitalisierung aller an der OMX gehandelten Titel aus. Bei der Berechnung wird eine begrenzte Messperiode betrachtet und die einzelnen Werte werden in Schwedischen Kronen berechnet. Basis sind die Geldkurse. Die Gewichtung erfolgt nach der Marktkapitalisierung der gelisteten Unternehmen.
Der Indexstand wird ausschließlich auf Grund der Aktienkurse ermittelt und nur um Erträge aus Bezugsrechten und Sonderzahlungen bereinigt. Kapitalmaßnahmen wie Aktiensplits haben keinen (verzerrenden) Einfluss auf den Index. Die Berechnung wird während der OMX-Handelszeit von 9:00 Uhr bis 17:30 Uhr MEZ jede Sekunde aktualisiert. Eine Überarbeitung der Zusammensetzung des Index erfolgt zweimal jährlich, am ersten Handelstag des Monats im Januar und Juli.

## Geschichte

### 20. Jahrhundert

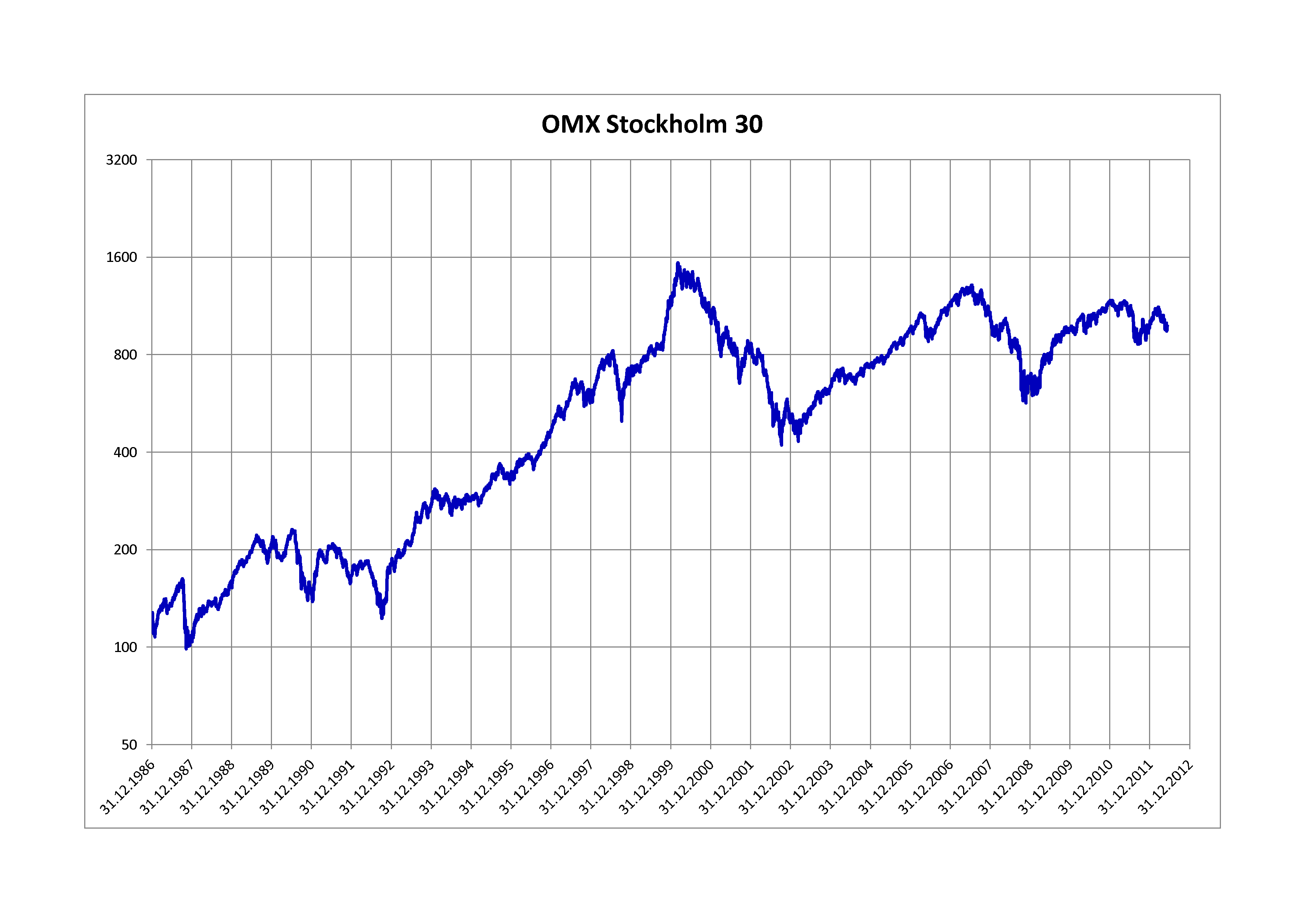
OMX Stockholm 30 Index 1986–2012

Der OMX Stock Market Index (OMX Index) wird seit dem 30. September 1986 berechnet. Die Indexbasis lag zunächst bei 500 Punkten. Mit Wirksamkeit zum 27. April 1998 erfolgte ein Indexsplit im Verhältnis 4 zu 1. Damit wurde der Basiswert von 1986 auf 125 Punkte festgelegt.
Bis zum 8. Oktober 1987 stieg der schwedische Leitindex auf einen Schlussstand von umgerechnet 162,91 Punkten. Nach dem Schwarze Montag am 19. Oktober 1987 an der New York Stock Exchange beschleunigte der Leitindex der Stockholmer Börse seine Talfahrt. Am 11. November 1987 schloss er mit 98,86 Punkten auf einem Allzeittief. Der Verlust seit dem 8. Oktober 1987 beträgt 39,3 Prozent.
In den folgenden drei Jahren stieg der Index um 133,6 Prozent. Am 4. Juli 1990 beendete er den Handel bei 230,93 Punkten. Im Verlauf der Rezession Anfang der 1990er Jahre sank der OMX Index bis zum 8. Januar 1991 auf einen Schlussstand von 138,25 Punkten. Das entspricht seit Juli 1990 einem Verlust von 40,1 Prozent. Nach einem Anstieg bis zum 15. August 1991 bis auf 202,83 Punkte fiel das Börsenbarometer in den folgenden 14 Monaten um 39,5 Prozent. Am 5. Oktober 1992 beendete der OMX Index den Handel bei 122,70 Punkten.
Am 23. Januar 1997 schloss der Leitindex erstmals über der 500-Punkte-Marke. Am 20. Juli 1998 beendete das Börsenbarometer den Handel bei 823,20 Punkten. Der Gewinn seit Oktober 1992 beträgt 570,9 Prozent. In den Jahren 1997 und 1998 kam es in Teilen der Welt zu Finanz-, Währungs- und Wirtschaftskrisen (Asienkrise, Russlandkrise). Durch die Krisen waren die Anleger in Schweden nervös geworden und es kam zu einem verstärkten Kapitalabfluss. Am 8. Oktober 1998 schloss der OMX Index bei 498,64 Punkten. Der Verlust seit Juli 1998 beträgt 39,4 Prozent.
In den kommenden drei Jahren erzielte der Aktienindex zahlreiche Rekorde. Am 17. November 1999 beendete er den Handel zum ersten Mal über der Grenze von 1.000 Punkten. Am 7. März 2000 schloss der schwedische Leitindex mit 1.539,00 Punkten auf einem Allzeithoch. Der Gewinn seit Oktober 1998 liegt bei 208,6 Prozent.

### 21. Jahrhundert
Nach dem Platzen der Spekulationsblase im Technologiesektor (Dotcom-Blase) fiel der Index bis zum 12. März 2003 auf einen Tiefststand von 432,36 Punkten. Das war ein Rückgang seit März 2000 um 71,9 Prozent. Es war der größte Sturz in der Geschichte des Index.
Am 15. November 2004 fusionierte die Stockholmer Börse mit der Börse von Helsinki. Um die Leitindizes beider Länder besser unterscheiden zu können, wurde der schwedische Index in OMX Stockholm 30 und der finnische Index HEX 25 in OMX Helsinki 25 umbenannt.
Der 12. März 2003 bedeutet das Ende der Talfahrt. Ab dem Frühjahr 2003 begann der OMX Index wieder zu steigen. Bis zum 13. Juli 2007 stieg er um 202,7 Prozent auf einen Schlussstand von 1.308,76 Punkten. Im Verlauf der internationalen Finanzkrise, die im Sommer 2007 in der US-Immobilienkrise ihren Ursprung hatte, begann der OMXS30 wieder zu sinken. Am 10. Januar 2008 schloss er mit 989,70 Punkten unter der 1.000-Punkte-Marke. Einen neuen Tiefststand erzielte der Aktienindex am 21. November 2008, als er den Handel mit 567,61 Punkten beendete. Seit dem 13. Juli 2007 entspricht das einem Rückgang um 56,6 Prozent.
Der 21. November 2008 markiert den Wendepunkt der Talfahrt. Ab dem Herbst 2008 war der OMXS30 wieder auf dem Weg nach oben. Bis zum 18. Januar 2011 stieg er um 107,8 Prozent auf einen Schlussstand von 1.179,29 Punkten. Die Abschwächung der globalen Konjunktur und die Verschärfung der Eurokrise führten zu einem Kurseinbruch des Index. Am 22. September 2011 beendete der OMX Stockholm 30 den Handel bei 862,17 Punkten. Der Verlust seit dem 18. Januar 2011 beträgt 26,9 Prozent.
Die Ankündigung neuer Anleihekaufprogramme der Europäischen Zentralbank und der US-Notenbank in grundsätzlich unbegrenztem Umfang führte zu einer Erholung der Kurse am Aktienmarkt. Die monetären Impulse spielten eine größere Rolle bei der Kursbildung, als die weltweite Wirtschaftsabkühlung und die Lage der Unternehmen. Am 4. Januar 2013 schloss der Index bei 1.136,77 Punkten und damit um 31,9 Prozent höher als am 22. September 2011.

### Höchststände
Die Übersicht zeigt die Allzeithöchststände des OMX Stockholm 30.
|                      | Punkte   | Datum          |
| -------------------- | -------- | -------------- |
| im Handelsverlauf    | 2.466,93 | 4. Januar 2022 |
| auf Schlusskursbasis | 2.456,17 | 4. Januar 2022 |

### Meilensteine
Die Tabelle zeigt die Meilensteine des OMX Stockholm 30.
| Erster Schlussstand über | Schlussstand in Punkten | Datum              |
| ------------------------ | ----------------------- | ------------------ |
| 125                      | 125,00                  | 30. September 1986 |
| 200                      | 200,09                  | 6. Juli 1989       |
| 300                      | 302,65                  | 19. Januar 1994    |
| 400                      | 402,67                  | 26. September 1996 |
| 500                      | 501,28                  | 23. Januar 1997    |
| 600                      | 602,12                  | 25. Juni 1997      |
| 700                      | 701,46                  | 10. März 1998      |
| 800                      | 800,46                  | 9. Juni 1998       |

| Erster Schlussstand über | Schlussstand in Punkten | Datum             |
| ------------------------ | ----------------------- | ----------------- |
| 900                      | 903,65                  | 28. Oktober 1999  |
| 1.000                    | 1.012,62                | 17. November 1999 |
| 1.100                    | 1.106,63                | 6. Dezember 1999  |
| 1.200                    | 1.211,79                | 3. Januar 2000    |
| 1.300                    | 1.313,84                | 2. Februar 2000   |
| 1.400                    | 1.427,61                | 25. Februar 2000  |
| 1.500                    | 1.515,62                | 2. März 2000      |
| 2.000                    | 2.006,33                | 4. Februar 2021   |

### Jährliche Entwicklung
Die Tabelle zeigt die jährliche Entwicklung des OMX Stockholm 30 seit 1986.
| Jahr | Schlussstand in Punkten | Veränderung in Punkten | Veränderung in % |
| ---- | ----------------------- | ---------------------- | ---------------- |
| 1986 | 126,18                  |                        |                  |
| 1987 | 105,15                  | −21,03                 | −16,67           |
| 1988 | 159,63                  | 54,48                  | 51,81            |
| 1989 | 208,48                  | 48,85                  | 30,60            |
| 1990 | 150,33                  | −58,15                 | −27,89           |
| 1991 | 166,89                  | 16,56                  | 11,02            |
| 1992 | 179,64                  | 12,75                  | 7,64             |
| 1993 | 274,99                  | 95,35                  | 53,08            |
| 1994 | 284,40                  | 9,41                   | 3,42             |
| 1995 | 337,96                  | 53,56                  | 18,83            |
| 1996 | 469,29                  | 131,33                 | 38,86            |
| 1997 | 599,71                  | 130,42                 | 27,79            |
| 1998 | 701,31                  | 101,60                 | 16,94            |
| 1999 | 1.198,97                | 497,66                 | 70,96            |
| 2000 | 1.056,11                | −142,86                | −11,92           |
| 2001 | 846,49                  | −209,62                | −19,85           |
| 2002 | 493,20                  | −353,29                | −41,74           |
| 2003 | 636,29                  | 143,09                 | 29,01            |
| 2004 | 741,88                  | 105,59                 | 16,59            |
| 2005 | 960,01                  | 218,13                 | 29,40            |
| 2006 | 1.147,27                | 187,26                 | 19,51            |
| 2007 | 1.081,44                | −65,83                 | −5,74            |
| 2008 | 662,33                  | −419,11                | −38,75           |
| 2009 | 951,72                  | 289,39                 | 43,69            |
| 2010 | 1.155,57                | 203,85                 | 21,42            |
| 2011 | 987,85                  | −167,72                | −14,51           |
| 2012 | 1.104,73                | 116,88                 | 11,83            |
| 2013 | 1.332,95                | 228,22                 | 20,66            |
| 2014 | 1.464,55                | 131,60                 | 9,87             |
| 2015 | 1.446,82                | −17,73                 | −1,21            |
| 2016 | 1.517,20                | 70,38                  | 4,86             |
| 2017 | 1.576,94                | 59,74                  | 3,94             |
| 2018 | 1.408,74                | −168,20                | −10,67           |
| 2019 | 1.771,85                | 363,11                 | 25,78            |
| 2020 | 1.874,74                | 102,89                 | 5,81             |
| 2021 | 2.419,73                | 544,99                 | 29,07            |
| 2022 | 1.781,87                | −376,33                | −15,55           |
| 2023 | 2.402,98                | 354,95                 | 17,37            |

## Zusammensetzung
Der OMX Stockholm 30 setzte sich am 3. Februar 2025 aus folgenden Unternehmen zusammen:
| Name                               | Branche                     | Logo | Indexgewichtung in % |
| ---------------------------------- | --------------------------- | ---- | -------------------- |
| Asea Brown Boveri                  | Elektro- und Umwelttechnik  | Logo | 4,31                 |
| Alfa Laval                         | Verpackungen, Wärmetauscher | Logo | 3,27                 |
| Assa Abloy (B)                     | Sicherheitstechnik          | Logo | 5,68                 |
| AstraZeneca                        | Pharma                      | Logo | 3,91                 |
| Atlas Copco (A)                    | Industrie                   | Logo | 9,97                 |
| Atlas Copco (B)                    | Industrie                   | Logo | 4,11                 |
| Boliden                            | Bergbau                     | Logo | 1,47                 |
| Electrolux (B)                     | Haushaltswaren              | Logo | 0,43                 |
| Ericsson (B)                       | Telekommunikation           | Logo | 4,18                 |
| Essity (B)                         | Papierindustrie             | Logo | 2,89                 |
| Evolution                          | Online-Casino               | Logo | 2,87                 |
| Getinge (B)                        | Medizinprodukte             | Logo | 0,88                 |
| Hennes & Mauritz (B)               | Textileinzelhandel          | Logo | 3,35                 |
| Hexagon (B)                        | Messtechnik                 | Logo | 5,41                 |
| Investor AB (B)                    | Finanzdienstleistungen      | Logo | 9,06                 |
| Kinnevik (B)                       | Holding                     | Logo | 0,34                 |
| Nibe Industrier (B)                | Haustechnik                 | Logo | 1,26                 |
| Nordea                             | Finanzdienstleistungen      | Logo | 1,52                 |
| Saab                               | Flugzeugbau, Rüstung        | Logo | 2,11                 |
| Samhällsbyggnadsbolaget i Norden   | Immobilien                  | Logo | 0,11                 |
| Sandvik                            | Stahlindustrie              | Logo | 4,58                 |
| Sinch AB                           | Cloud                       | Logo | 0,31                 |
| Svenska Cellulosa Aktiebolaget (B) | Papierindustrie             | Logo | 1,58                 |
| Skandinaviska Enskilda Banken (A)  | Banken                      | Logo | 5,32                 |
| Svenska Handelsbanken              | Banken                      | Logo | 3,84                 |
| Svenska Kullagerfabriken (B)       | Industrie                   | Logo | 1,51                 |
| Swedbank (A)                       | Banken                      | Logo | 4,38                 |
| Tele2                              | Telekommunikation           | Logo | 1,36                 |
| Telia Company                      | Telekommunikation           | Logo | 2,08                 |
| Volvo (B)                          | Automobile                  | Logo | 7,92                 |